# Арнольд, Джек
Джек Арнольд (англ. Jack Arnold), имя при рождении Джон Арнольд Уэкс (англ.  John Arnold Waks; 14 октября 1916 — 17 марта 1992) — американский режиссёр кино и телевидения 1940—1980-х годов.
Более всего Джек Арнольд известен своими научно-фантастическими фильмами 1950-х годов, среди которых «Оно пришло из далёкого космоса» (1953), «Тварь из Чёрной Лагуны» (1954), «Тарантул» (1955) и «Невероятно уменьшающийся человек» (1957). К числу лучших киноработ режиссёра относятся также фильмы нуар «Девушки в ночи» (1953), «Стеклянная паутина» (1953), «Человек в тени» (1957), и «Порванное платье» (1957), вестерн «Нет имени на пуле» (1959) и комедия «Рёв мыши» (1959).
В 1951 году Арнольд получил номинацию на «Оскар» в категории «Лучший документальный фильм» за фильм «Этими руками» (1950). В 1954 году он был номинирован на научно-фантастическую премию «Хьюго» за фильмы «Оно пришло из далёкого космоса» (1953), а в 1958 году завоевал «Хьюго» с фильмом «Невероятно уменьшающийся человек» (1957). В 1985 году Арнольд был удостоен Президентской награды Академии научной фантастики, фэнтези и фильмов ужасов США.

## Ранние годы и начало карьеры
Джек Арнольд родился 14 октября 1916 года в Нью-Хейвене, Коннектикут, в семье иммигрантов из России. С детства Арнольд мечтал стать профессиональным актёром, поступив после школы в Американскую академию драматического искусства в Нью-Йорке, которую окончил в 1935 году. Параллельно с учёбой Арнольд работал как эстрадный танцор и театральный актёр, а со временем начал поучать роли в бродвейских постановках. Начиная с 1933 года, Арнольд сыграл на Бродвее в спектаклях «Йоше Калб» (1933), «Разбитая лампа» (1934), «Молодые идут первыми» (1935), «Три человека на лошади» (1935—1937), «Но по милости Божьей» (1937), «Потрясающий инвалид» (1938), «Американский путь» (1939), «Взмах Микадо»(1939) и «Лошадиная лихорадка» (1940).
В 1942 году, когда США вступили во Вторую мировую войну, Арнольд стразу же записался добровольцем в лётную школу. Временно его направили в войска связи, где он прошёл курс кинематографической подготовки. Став военным кинооператором, Арнольд работал под руководством Роберта Флаэрти на нескольких военных фильмах. После восьми месяцев работы с Флаэрти Арнольд стал пилотом в войсках связи.

## Карьера в кинематографе
После окончания войны Арнольд вернулся на Бродвей, где сыграл в спектаклях «Колокол для Адано» (1944—1945) и «Первая полоса» (1946). Одновременно с этим, вместе с товарищем по эскадрилье Ли Гудманом он создал продюсерскую компанию Promotional Films Company, которая снимала фильмы для некоммерческих организаций.
В 1950 году Арнольд как продюсер и режиссёр (продюсерские обязанности он разделил с Гудманом) создал документальный фильм «Этими руками» (1950), который рассказывал об условиях труда в швейной промышленности и о становлении профессионального союза швей в Нью-Йорке в начале XX века. Хотя кинокритик «Нью-Йорк таймс» дал этому 52-минутному фильму довольно сдержанную оценку, тем не менее Арнольд был удостоен за эту работу номинации на «Оскар» как за лучший документальный фильм.

### Кинокарьера в 1953—1955 годы
В 1953 году Арнольд перешёл к художественным фильмам, быстро проявив талант к постановке боевиков и криминальных лент, которые, по словам историка кино Брюса Эдера, «отличались хорошим темпом и хороший актёрской игрой». Первой режиссёрской работой Арнольда стал социальный фильм нуар «Девушки в ночи» (1953), который он поставил на студии Universal Pictures. Речь в картине шла о жизни семьи Хейнсов, которая пытается перебраться из нищеты и трущоб нью-йоркского Ист-Сайда в более престижный городской район. Когда старший сын Чак (Харви Лембек) попадает под подозрение в ограблении и убийстве местного попрошайки, с помощью сестры Ханны (Патриция Харди) и пары друзей ему удаётся найти и обезвредить истинного преступника. Как написал после выхода картины кинообозреватель «Нью-Йорк таймс» А. Х. Вейлер, вместо аутентичной картины жизни в Ист-Сайде зрителю показывают лишь «несколько видов замусоренных, кишащих людьми трущоб, которые служат живописными и наглядными иллюстрациями того, что это место бедности, преступности и правонарушений». При этом сама «история фильма столь же тусклая и скрипучая, как и показанные в нём жилища». И всё потому, что «сценарий лишь только касается мучительной драмы бедственного положения обездоленных, следуя далее заезженным мелодраматическим путём… По сути получается дешёвое, неинтересное приключение с редкими проблесками реализма и возбуждения».
Вторая режиссёрская работа Арнольда «Стеклянная паутина» (1953) была также фильмом нуар, но совершенно другой направленности. Картина была поставлена на студии Universal как в трёхмерном, так и в двухмерном форматах. В центре её внимания был успешный сценарист криминального телешоу Дон Ньюэлл (Джон Форсайт), которого пытается шантажировать их мимолётной связью начинающая актриса (Кэтлин Хьюз). Когда актрису обнаруживают убитой в собственной квартире, консультант телешоу Генри Хейс (Эдвард Г. Робинсон) собирает улики против Дона, чтобы доказать его причастность к преступлению, после чего рассчитывает занять его место. Однако Дон в итоге догадывается, что убийство совершил именно Генри, после чего провоцирует последнего на признание, которое транслируется в прямом эфире. Обозреватель «Нью-Йорк Таймс» Босли Краузер назвал картину «небольшим криминальным путешествием», в котором «мало оригинального или поразительного». Краузер не видит в картине и особого саспенса, так как «очевидно, кто совершил убийство, и также очевидно, что главный герой не пострадает», приходя в итоге к заключению, что «такой фильм можно увидеть и по телевидению». Современный критик Крейг Батлер напротив считает картину «превосходным криминальным триллером», который «достаточно силён и без тех визуальных технических ухищрений, вокруг которых он построен». Батлер отмечает, что «сценарий лаконичный, композиционно хорошо выстроенный и немного необычный». Далее критик пишет, что «следует отдать должное режиссёру Джеку Арнольду, который держит сложный технический процесс под контролем», благодаря чему ему удаётся создать «напряжённый, точный и искусный триллер». Майкл Кини добавляет, что это «быстрый и напряжённый фильм», который предлагает «интересный взгляд на прямой эфир раннего телевидения».

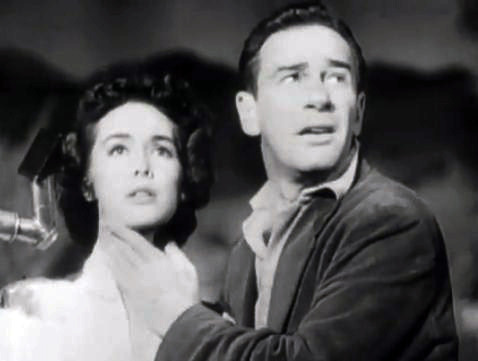
Барбара Раш и Ричард Карлсон в фильме «Оно пришло из далёкого космоса» (1953)

По мнению многих историков кино, и, в частности, Брюса Эдера, «прорыв Арнольда наступил с двумя трёхмерными научно-фантастическими фильмами „Оно пришло из далёкого космоса“ (1953) и „Тварь из Чёрной Лагуны“ (1954), которые вошли в число самых успешных картин в этом, недолго просуществовавшем формате».
Фильм «Оно пришло из далёкого космоса» (1953), поставленный по истории Рэя Бредбери, рассказывал об астрономе-любителе Джоне Патнэме (Ричард Карлсон), который вместе со своей невестой (Барбара Раш) становится свидетелем того, как в пустыне Аризоны падает НЛО, который затем на глазах Джона скрывается в песках. Вскоре некоторые жители ближайшего городка начинают превращаться в «двойников» самих себя с неясной программой поведения. Джону удаётся установить контакт с инопланетянами и выяснить, что они совершили посадку на Землю только для того, чтобы починить свой корабль. После этого Джону приходится приложить немалые усилия, чтобы убедить враждебно настроенных людей дать инопланетянам возможность закончить ремонт и улететь обратно в космос. В знак благодарности инопланетяне возвращают «двойникам» их изначальную сущность. По мнению историка кино Джеффа Стаффорда, фильм «более всего запоминается своей пугающей атмосферой и выразительными пустынными локациями, к которым Арнольд возвращался снова и снова в своих последующих фильмах… Хотя фильм можно рассматривать как произведение эпохи Холодной войны, предостерегающее об опасности ксенофобии, он также продвигает концепцию инопланетного вторжения на более психологическом уровне, чем та, которая представлена, в частности, в романе Герберта Уэллса и снятом по нему фильме „Война миров“ (1953)». Положительно оценивший картину кинокритик Ричард Гиллиам отметил, что «режиссёр Джек Арнольд выстраивает историю согласно тщательно просчитанной композиции Брэдбери».
Как отмечено в биографии Арнольда на сайте IMDb, «самой большой и непреходящей популярности» режиссёр добился с фильмом «Тварь из Чёрной Лагуны» (1954), «страшной и одновременно поэтической переработкой истории о красавице и чудовище». Фильм рассказывает о научной экспедиции, которая проводит раскопки останков древних животных в верховьях Амазонки, сталкиваясь со случаем массового убийства рабочих на месте проведения работ. Профессор Карл Майя (Антонио Морено) совместно с молодыми коллегами Марком Уильямсом (Ричард Деннинг), Дэвидом Ридом (Ричард Карлсон) и Кей Лоуренс (Джули Адамс) по прибытии на место начинает исследование расположенного поблизости водоёма под названием Чёрная лагуна. Обнаружив там следы жаброчеловека, учёные начинают его интенсивные поиски. С помощью усыпляющего вещества им удаётся поймать монстра и поместить его в клетку, однако когда действие вещества ослабевает, монстр разрывает клетку и сбегает, похитив Кей и спрятав её в своём убежище. Лишь с помощью огнестрельного оружия членам команды удаётся одолеть монстра и спасти девушку. После выхода фильма Энтони Вейлер дал ему в «Нью-Йорк таймс» ироничный отзыв, написав, что «непревзойдённая голливудская научно-фантастическая команда нашла ещё один затерянный мир и завоевала его в этом фильме… Происходящее над и под водой было снято в 3D, чтобы создать иллюзию глубины при просмотре через поляризованные очки». Однако, к сожалению, «это приключение не имеет глубины». По словам историка кино Марка Демига, «фильм сегодня может показаться более клишированным, чем это было в 1954 году, так как очень многие последующие фильмы черпали именно из этого источника то, что трудно не заметить, когда смотришь фильм. Но если понизить уровень недоверия» к происходящему и спокойно отнестись к его причудливости, «то вы в полной мере сможете насладиться этим фильмом. В отличие от большинства других трёхмерных картин своей эпохи, в нём, к счастью, очень редко „бросают что-то в зрителей“, при этом объёмный просмотр фильма, безусловно, добавляет немаловажной красоты его подводным эпизодам. Джек Арнольд прекрасно развивает историю, опираясь на множество таинственных подводных течений, а студия Universal Pictures хорошо знает, как сделать монстра, если приложить к этому мозги. Если эта Тварь не так запоминается, как монстр Франкенштейна или Человек-Волк (которые к этому времени уже завершали свою киножизнь), он легко превосходит десятки водных тварей, которые позже проскользнули на экраны драйв-инов».

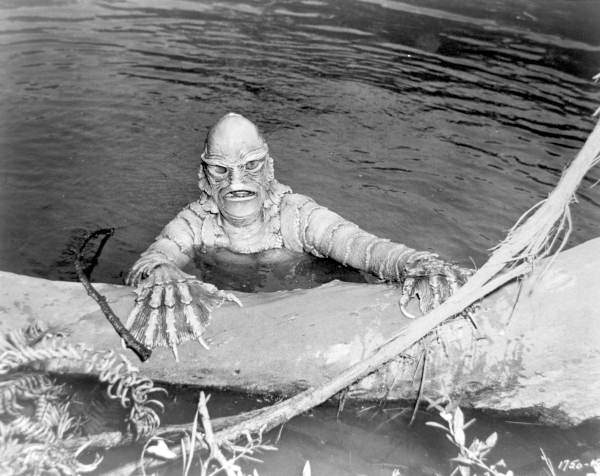
Кадр из фильма «Тварь из Чёрной Лагуны» (1954)

 Жаброчеловек здесь представлен «грациозной и мощной силой» в воде, и «ещё более могущественным (хотя и менее загадочным)» на суше. Это был один из последних достойных фильмов о монстрах от Universal, студии, которая сделала больше других для жанра ужасов в 1930—1940-х годах. И хотя понятно, что это «фильм ужасов прошлого, в него заложено достаточно мастерства и крепкого духа, чтобы служить мощным напоминанием о том, насколько сильными могут быть даже второстепенные фильмы». С другой стороны, по мнению Денниса Шварца, у фильма «банальная история и невзрачные актёры», и современному зрителю он может доставить удовольствие только, если рассматривать его как пародию на жанр ужасов. «Единственной целью фильма является эксплуатация страха зрителя перед неизвестным». В качестве положительных моментов картины критик отмечает «сочувственное изображение существа и отличную подводную операторскую работу, несмотря на то, что фильм, похоже, устарел, и его страшные моменты по сегодняшним стандартам не вызывают сильных эмоций». Как в заключение указывает Шварц, хотя «фильм и полон клише, справедливости ради надо отметить, что, когда он вышел на экраны, они таковыми ещё не были». Современный историк кино Лэнг Томпсон отметил, что в фильме присутствуют многие стереотипы фильмов ужасов своего времени — это и всецело положительный герой, его подружка модельной внешности, «монстр, который совершенно очевидно является человеком в резиновом костюме», увлечённость людей наукой и одновременно страх перед ней, тема влюблённости чудовища в красавицу и другие подобные моменты. Однако, по мнению критика, «главным является то, что это интересный и увлекательный фильм». Ведь он начинается с демонстрации сотворения мира, показывает блуждания в таинственных джунглях, живописного капитана лодки, размышляющих о науке ученых, девушку в купальнике и удивительное количество насильственных смертей. По словам Томпсона, фильм пользовался огромным успехом у публики, в результате чего в течение двух лет вышло два (хотя и менее удачных) сиквела картины.
Как пишет историк кино Хэл Эриксон, «Месть Твари» (1955), конечно же является сиквелом невероятно успешного фильма Universal «Тварь из Чёрной Лагуны», и как и предшественник, снят в трёхмерном варианте (хотя в большинстве кинотеатров и демонстрировался в «плоском» варианте). «Хотя зрители видели в первом фильме, как Жаброчеловек изрешечен пулями, в сиквеле он всё ещё жив и вполне здоров». После поимки его выставляют в океанариуме во Флориде, где двое учёных пытаются проводить с ним эксперименты и даже обучить нескольким английским словам. В конце концов, однако, Тварь вновь обретает свою прежнюю сущность, убивает одного из своих похитителей и впадает в неистовство. Вновь ему удается ненадолго похитить героиню и увезти её, но в итоге он всё-таки гибнет от пуль преследующих его людей. По мнению Эриксона, «фильм далеко не так хорош, как первый, хотя его выручают подводная съёмка Чарльза С. Уэлборна-и сильная игра Рику Браунинга в роли Жаброчеловека». Как отмечено в журнале TV Guide, это продолжение «Твари из Чёрной лагуны» не совсем похоже на оригинал.. Основное внимание в картине сосредоточено на сексуальном интересе зверя к молодой учёной Хелен Добсон (Лори Нельсон), когда он наблюдает, как девушка плавает и флиртует со своим коллегой". По словам Крейга Батлера, «это незначительная работа, гораздо менее ценная, чем его предшественница, но поклонники всё равно захотят убедиться в том, что чудовище поймают. Смена места действия-с Амазонки на морской парк-придает фильму иной аромат, и в этом фильме зрители могут испытывать к Твари больше сочувствия, поскольку они видят его закованным в цепи, голодающим и подвергающимся жестокому обращению. Здесь есть также редкая (для того времени) попытка придать человеческие чувства героине (описанной в новостях как „симпатичный маленький ученый!“), заставив её задуматься над тем, стоит ли ей делать карьеру или стать женой». В целом же, по мнению Батлера, «в этом фильме не так много оригинального или привлекательного, и хотя режиссёрская работа выполнена Арнольдом крепко, сам фильм необычно скучен». Возможно, чувствуя, что это не самая лучшая его работа, Арнольд передал постановку последнего фильма трилогии другому режиссёру. Как с иронией отмечает Грег Феррара, в этой картине «красивая Хелен Добсон полностью завладевает вниманием Жаброчеловека. И что же делает Тварь из Чёрной лагуны? Если вы когда-либо смотрели фильмы о красавице и чудовище, мне не надо вам говорить, что будет дальше. Если вы догадались, что он украдёт её и будет надеяться на лучшее, поздравляю, вы раскрыли это дело». При этом Феррара называет Арнольда «одним из самых опытных и талантливых режиссёров научно-фантастических фильмов не только 1950-х годов, но и всей истории кино, который и здесь безусловно справился с задачей». Фильм не получил такого внимания, как его предшественник, но он достаточно хорошо был принят публикой, благодаря чему сериал продолжился и далее.
Под впечатлением от успеха фильма «Они!» (1954) о гигантских муравьях, который стал крупным хитом студии Warner Bros годом ранее, кинокомпания Universal поручила Арнольду поставить фантастический фильм ужасов «Тарантул» (1955). Действие этой картины происходит в отделённом пустынном месте в Аризоне, где профессор Димер (Лео Г. Кэрролл) проводит эксперименты по увеличению размера домашних животных с целью преодолеть неминуемый продовольственный кризис. В процессе работы один из сотрудников лаборатории принимает разработанный химикат и в невменяемом состоянии набрасывается на Димера. Он вводит препарат и профессору, после чего устраивает в лаборатории пожар, в результате чего привитому сывороткой тарантулу удаётся сбежать. Несколько недель спустя в округе начинает пропадать и гибнуть домашний скот, а затем и люди. Местный врач, доктор Мэтт Гастингс (Джон Агар) совместно со своей ассистенткой (Мара Кордэй), который внимательно следит за случаями заболеваний в лаборатории, замечает, что профессор ведёт себя всё более неадекватно. Когда рядом с трупами замечают лужи из паучьего яда, Гастингс понимает, что причиной несчастий стал сбежавший из лаборатории тарантул. Между тем паук достиг гигантских размеров, и открыто опустошает местность, снося линии электропередач и телеграфные столбы. Тарантул всё продолжает расти, и против него уже бесполезно огнестрельное оружие и попытки подрыва динамитом. Лишь когда гигантский паук собирается атаковать город, ему навстречу вылетают самолёты ВВС, которые с помощью напалма испепеляют существо. Как пишет историк кино Брюс Эдер, «история скроена в основном из тех элементов, с которыми любил работать Арнольд», в частности, действие картины развивается в отдалённой пустынной местности и большое внимание уделяется психическим аспектам. Тайна происходящего «здесь не так искусно сплетена, как в „Они“, но её более чем достаточно, чтобы зрители гадали», что же происходит на самом деле. Арнольд предлагает характерный для себя «поэтический взгляд на пустыню, и очень чётко прорабатывает личностные элементы истории». Как отметил Натаниел Томпсон, в этом фильме в отличие от «Они!» с его ордами мутировавших чудовищ угроза представлена в единственном числе. По словам критика, «в 1955 году фильм Арнольда стал одним из наиболее успешных в кассовом плане, а с учётом его скромных расходов — одним из наиболее прибыльных».
В 1955 году вышел фильм «Этот остров Земля» (1955), который стал совместной работой режиссёров Джозефа М. Ньюмана, который поставил все драматические сцены в картине, и Джека Арнольда, который отвечал за постановку всех ключевых научно-фантастических сцен. Фильм начинается с того, что на экране футуристического трёхмерного телевизора появляется изображение знаменитого учёного Экзетера (Джефф Морроу) с планеты Металуна. Он приглашает в свой уединённый особняк в Джорджии для работы над сверхсекретным проектом группу признанных ученых со всего мира. Среди тех, кто принимает его приглашение, оказываются Кэл Мичем (Рекс Ризон) и его бывшая невеста Рут Адамс (Фейт Домерг). Вскоре Кэл и Рут узнают истинные мотивы Эксетера, который решил использовать атомное ноу-хау, разработанное учёными Земли, для создания защитного щита, чтобы спасти планету Металуну от нападения вражеской ей планеты Захгон. В конце концов Экзетер на летающей тарелке силой увозит Кэла и Рут на свою умирающую планету, где, они сталкиваются с многочисленными опасностями, но в конце концов с помощью Экзетера возвращаются домой. После выхода картины кинообозреватель «Нью-Йорк таймс» Говард Томпсон выразил мнение, что «технические эффекты фильма, первой попытки Universal сделать научно-фантастический фильм в цвете, настолько превосходны, причудливы и красивы, что на некоторые серьёзные недостатки можно и вовсе не обращать внимания. Фильм также может похвастаться добротной актёрской игрой и смелым, даже грамотным сценарием», однако он страдает от слабого монтажа, а также требует более опытного режиссёра, чем Ньюман. Как далее пишет Томпсон, «большая часть действия в этой картине довольно чудесна, поскольку за дело берутся арт-волшебники Universal». По его мнению, «одна только панорамная сцена, в которой космический диск устремляется к обречённой планете Металуна в огромной, блестяще усыпанной блестками межпланетной пустоте, должна заставить любого вытаращить глаза». По мнению современного киноведа Брюса Эдера, «если это не лучший научно-фантастический фильм 1950-х годов, то безусловно, один из самых умных и продуманных. Это один из тех редких актуальных фильмов 1950-х годов, который сегодня держится так же хорошо, как и при первом выпуске, несмотря на сравнительную причудливость спецэффектов и высокотехнологичной атрибутики». Кинокритик Стивен Макдональд назвал картину «довольно приличным научно-фантастическим фильмом». По мнению критика, фильм силён не только спецэффектами или своей сюжетной линией. Это не столько сказка, сколько научная дискуссия, предостерегающая от расширения проблем атомной энергетики и нецелевого использования ресурсов. Рассказывая о катастрофе в Металуне, фильм предостерегает от высокомерия эпохи и последствий этого высокомерия… К катастрофе, будь то ядерной, военной или экологической, способны привести всего лишь одна или две ошибки". По мнению журнала TV Guide, «это основополагающий научно-фантастический фильм, умное межпланетарное эпическое полотно с красиво сделанными сценами и чудесными спецэффектами». Хотя история фильма представляет собой «заурядную научную фантастику, тем не менее он великолепен благодаря своим эффектам и художественному оформлению. Этот фильм установил новые стандарты с его чудесными кадрами космических кораблей и межгалактических сражений, а макияж некоторых персонажей — это отдельное зрелище, на которое стоит посмотреть. В частности, только знаменитый мутант с обнаженным черепом обошелся продюсерам в 24 000 долларов, оправдав каждый вложенный в него цент». По мнению TV Guide картина, несомненно, выиграла от участия в постановке мастера научной фантастики 1950-х годов Джека Арнольда (имя которого не было указано в титрах).

### Кинокарьера в 1956—1959 годы
По словам Брюса Эдера, последующие картины Арнольда «показали тонкий лиризм и чувственность, что было редкостью для фильмов категории В того времени». Как отмечено в биографии режиссёра на сайте IMDb, фильм «Невероятно уменьшающийся человек» (1957) «возвышается как его наивысшее кинематографическое достижение. Это умная и увлекательная классика, которая с годами не растеряла своей силы». Фильм рассказывает о простом американце Скотте Кэри (Грант Уильямс), который, загорая на яхте вместе с женой, неожиданно попадает в спустившееся сверху таинственное тёмное облако. Несколько недель спустя он обнаруживает, что начал худеть и уменьшаться в росте примерно на два сантиметра в день. Несмотря на попытки врачей хотя бы поставить Скотту диагноз, ничего сделать не удаётся. Наконец, учёные находят средство, которое способно на время остановить уменьшение Скотта. Однако некоторое время спустя средство перестаёт действовать, и Скотт продолжает уменьшаться. К Скотту приходит популярность, его осаждают средства массовой информации, но это не приносит ему счастья. Сначала он вынужден уволиться с работы, а когда становится размером с дошкольника, решает уйти из дома и завести отношения с группой карликов, которые работают в цирке. Однако вскоре он становится настолько маленьким, что ему приходится жить в кукольном домике. Когда на Скотта нападает его любимая кошка, и он, убегая от неё, проваливается в подвал. Не в силах найти миниатюрного мужа, жена решает, что он погиб и прекращает его поиски. Тем временем в подвале на совсем миниатюрного Скотта нападает обычный домашний паук, который превышает его в размерах, и мужчине чудом удаётся выиграть битву с этим чудовищем. В конце фильма Скотт становится настолько маленьким, что теряет свою человеческую оболочку и сливается с космосом со словами: «Для Бога нет нуля, и будучи меньше, чем кто-либо самый маленький, я всё ещё существую!».
По словам кинокритика Джеффа Стаффорда, «это не был типичный малобюджетный фильм. Над созданием визуальных спецэффектов техники работали в течение восьми месяцев и ещё семь недель вели закрытые съёмки на стадии предпродакшна. Для некоторых сцен были изготовлены гигантские бутафорские предметы мебели». Как полагает Стаффорд, "среди всех предупреждающих научно-фантастических фильмов 1950-х годов эта картина настолько же заставляет людей думать сегодня, как это было в эпоху Эйзенхауэра. Его можно смотреть и как антиядерную паранойю, и как кошмар о мужских тревогах, и как философскую притчу о мечте человека во вселенной — фильм до каждого донесёт ощущение фантастического. Как написал киновед Марк Демиг, «Арнольд совместно со сценаристом обладал здравым смыслом не сделать этот фильм как традиционную фантастическую хоррор-историю. Вместо этого фильм делает акцент на психологическую сторону дилеммы главного героя наряду с очевидными физическими проблемами. Начав уменьшаться, главный герой задаётся вопросом о своей человеческой сущности, поскольку его дом превращается в ужасающий ад, а он в конце концов сокращается до размеров молекулы. Арнольд и его команда по спецэффектам проделывает отличную работу, создавая ощущение реалистичности ситуации героя с учётом происходящего, и они превращают его борьбу за выход из подвала в достойное приключение. Во множестве фильмов про чудовищ обычный парень превращался в неузнаваемое чудовище, но немногие рассматривали психологические и даже теологические последствия превращения человека в нечто непознаваемое. В результате получился самый умный фильм цикла об „атомных мутациях“ 1950-х годов, который наряду с фильмом „Они!“ лучше всего выдержал испытание временем». Историк кино Хэл Эриксон назвал эту ленту «выдающимся экзистенциальным научно-фантастическим фильмом всего кинематографа, который, кроме того, сделан с превосходными спецэффектами». Кинокритик Джефф Эндрю написал в TimeOut Film Guide: «Это не просто лучший из всех классических научно-фантастических фильмов Арнольда 1950-х годов, но и один из лучших фильмов, когда-либо снятых в этом жанре…. благодаря впечатляющей музыке Джозефа Гершензона мы приходим к философскому ядру фильма: трогательному, странно пантеистическому утверждению о том, что на самом деле значит быть живым. Шедевр дешёвого кино».
После двух вестернов — «Красный закат» (1956) с Рори Кэлхоуном и Мартой Хайер и «Человек с Биттер-Ридж» (1955) с Лексом Баркером и Марой Кордэй — Арнольд вновь обратился к жанру фильм нуар, поставив фильмы «За рамками закона» (1956), «Порванное платье» (1957) и нуаровый вестерн «Человек в тени» (1957).

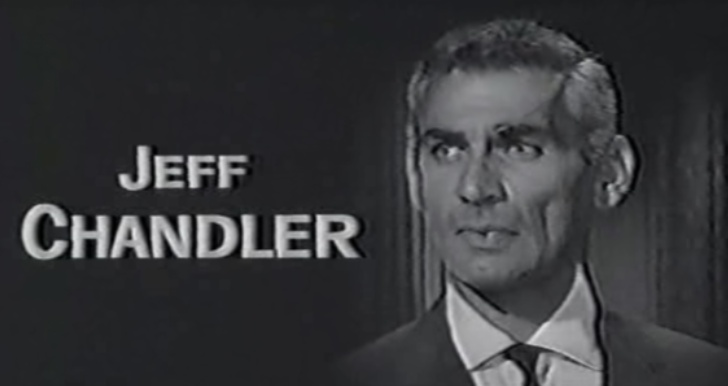
Джефф Чандлер в трейлере фильма «Порванное платье» (1957)

В картине «Порванное платье» (1957) циничный нью-йоркский адвокат (Джефф Чандлер) во время процесса в небольшом калифорнийском городке добивается оправдания своего богатого клиента, который убил любовника своей жены. Однако местный шериф (Джек Карсон), недовольный тем, как адвокат допрашивал его в суде, на основании ложных улик фабрикует против него дело, заставляя выступать ответчиком. В итоге их противостояние приводит к убийству свидетеля и гибели самого шерифа от рук любовницы, которую он заставлял свидетельствовать против адвоката. Мнения киноведов при оценке фильма разделились. Так, Хэл Эриксон отрицательно оценил картину, написав: «Несмотря на звёздный актёрский состав и безошибочную режиссуру Арнольда, фильм получился дешёвым и безвкусным — в полном соответствии с убогостью своей темы». Майкл Кини также заключил, что это «скучная судебная драма, которая может похвастать разве что хорошей игрой Джека Карсона и увлекательным, неожиданным финалом на ступенях дворца правосудия». Деннис Шварц назвал картину «безвкусной судебной нуаровой драмой, которую профессионально, но не вдохновенно поставил Джек Арнольд». Критик отмечает, что «у фильма слабый сценарий, в котором слишком много дыр, которые невозможно залатать». Вместе с тем, "этот скромный фильм приятно смотреть, хотя он и не предлагает ничего особенного. По словам критика, «всё показанное в фильме, выглядит неубедительно. Единственное, что в фильме убедительно, это сравнение пустынной местности с пустотой жизни главных героев картины». С другой стороны, по мнению Крейга Батлера, «это хорошая судебная драма, которая однако не достигает тех высот, на которые нацелена». В жанровом плане фильм «оказывается между слишком многими стульями — фильм нуаровый, но не вполне нуар, это юридический триллер, но не учитывает некоторые юридические тонкости, это серьёзная драма, которая хочет сказать кое-что об обществе, но делает это слишком поверхностно. В результате фильм пытается охватить немного больше, чем нужно». Вместе с тем, Батлер отмечает, что «даже при своих недостатках фильм часто увлекает и почти всё время захватывает. Фильм не идеальный, но очень впечатляющий».
Действие современного нуарового вестерна «Человек в тени» (1957) происходит в техасском ковбойском городке Спёрлейн, которым фактически заправляет владелец крупнейшего ранчо «Золотая империя» Вирджил Ренчер (Орсон Уэллс). Когда ночью подручные Ренчера до смерти избивают молодого работника Хуана Мартина, только что назначенный шериф Бен Сэдлер (Джефф Чандлер) берётся за расследование этого дела. Однако работе шерифа агрессивно противодействуют подручные Ренчера, а также местные жители, которые опасаются, что без работы, которую обеспечивает ранчо «Золотая империя», город ожидает экономический крах. Эд Йитс, подручный Ренчера, сознаётся своему боссу, что это он убил Мартина, однако Ренчер заставляет своего работника Чете Ханекера заявить, что тот случайно сбил Мартина своей машиной. Попытки Сэлера продолжить расследование приводят к тому, что его жену запугивают по телефону, затем устраивают ему автоаварию, что приводит к серьёзным травмам и, наконец, убивают его главного свидетеля, а люди Ренчера протаскивают шерифа по городской площади, привязав его за руки к пикапу. Когда Сэдлер узнаёт от дочери Ренчера Скиппи (Колин Миллер), что она встречалась с Мартиным вопреки воле своего отца, он, наконец, понимает, каким образом Ренчер связан с этим убийством. Отбросив в сторону свой значок, Сэдлер берёт ружьё и с помощью одного из владельцев ранчо (Дано) начинает вооружённую борьбе против Ренчера и его людей, в итоге одерживая верх при поддержке ставших на его сторону горожан. Хэл Эриксон дал фильму умеренно положительную оценку, написав, что «он лучше среднего». По мнению Денниса Шварца, «едва ли всё происходящее выглядит убедительно, однако доставляет удовольствие смотреть на Уэллса, который доминирует в картине в роли американского фашиста, который изрыгает свои реплики со смесью огненного яда и коровьего навоза».
Вышедший в том же году фантастический фильм «Монстры-монолиты» (1957) был поставлен на студии Universal-International по истории Джека Арнольда и Роберта М. Фреско режиссёром Джоном Шервудом. Фильм начинается с того, что крупный метеорите врезается в Землю, разлетаясь на сотни мелких кусочков со странными свойствами. При взаимодействии с водой эти кусочки вырастают в очень крупные и высокие объекты, медленно превращая в камень некоторых жителей ближайшего небольшого городка. Начинается борьба людей за выживание против надвигающегося бедствия, и если его не остановить, то мажет наступить экологическая катастрофа, угрожающая всему человечества. По мнению Брюса Эдера, несмотря на содержание, фильм «оказался неожиданную глубоким» по смыслу.

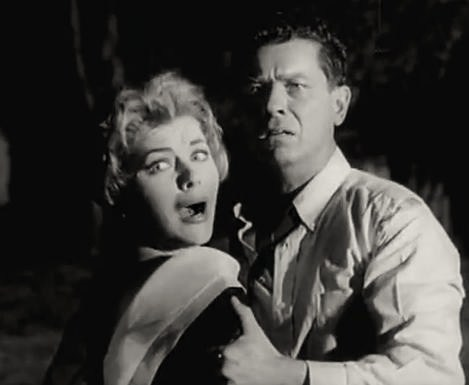
Джоанна Мур и Артур Франц в трейлере фильма «Монстр в университетском городке» (1958)

В научно-фантастическом фильме «Монстр в университетском городке» (1958) профессор колледжа (Артур Франц) занимается изучением обнаруженной на Мадагаскаре доисторической ископаемой рыбы. Во время одного из его экспериментов стрекоза незаметно для учёного кусает рыбу, после чего превращается в чудовище, от укусов которого всё живое обретает свои первобытные формы. Когда рыбья слизь случайно попадает в курительную трубку профессора, тот превращается в первобытного человека, который с огромным каменным топором начинает нести кровавый хаос на территории университетского городка. Журнал TV Guide назвал эту картину «средним фильмом». По мнению Эдера, «несмотря на некоторые напряженные сцены и умные моменты», эта лента «явно находится в нижней половине работ Арнольда». Уже в силу своего названия фильм имеет некую «врождённую вычурность, которая открыто выражается в нескольких сценах, которые, несомненно, вызвали завывания, улюлюканье и насмешки зрителей того времени». В целом же, как полагает Эдер, «фильму не хватает атмосферы, искренности и убедительности лучших произведений Арнольда». В итоге, как заключает Эдер, получилась «увлекательная картина с острыми ощущениями в рамках своих скромных бюджетных и производственных размеров, но не более того».
В фильме «Космические дети» (1958) инженер-электронщик Дэйв Брюстер (Адам Уильямс) прибывает на свою новую работу на сверхсекретную базу ВВС в Калифорнии. Его сопровождают жена Энн (Пегги Уэббер) и двое их детей, Бад и Кен. Как только они прибывают, Бад и Кен видят странный свет в небе, указывающий на пляж, и вскоре после этого, похоже, устанавливают телепатическую связь с невидимым источником. Мальчиков вместе с детьми из других семей тянет в одинокую пещеру недалеко от пляжа, где скрывается инопланетянин в виде огромного (и постоянно растущего) мозга. Сначала он использует детей, чтобы попытаться убедить более разумных родителей в том, что их проект ракеты «Громовержец», который выведет на орбиту водородную бомбу, способную уничтожить цель в случае её угрозы Соединенным Штатам — слишком опасен. Но родители не готовы слушать это, так либо не понимают опасности, либо потому, что они искренне верят в правильность курса на Холодную войну, либо потому, что они слишком злы и воинственны. По мере приближения запуска ракеты инопланетянин через детей предпринимает более прямые действия. Вскоре они находят потенциального союзника в докторе Вармане (Рэймонд Бейли), изобретателе ракеты «Громовержец», который также является единственным человеком в проекте, достаточно умным, чтобы понять, что у него нет ответов на возникающие опасения. Но военный руководитель проекта (Ричард Шеннон) по-прежнему готов запустить «Громовержец», несмотря на сомнения его изобретателя. Как написал Брюс Эдер, «Космические дети» во многих отношениях являются полу-продолжением (но ни в коем случае не продолжением) фильма Джека Арнольда «Оно пришло из далёкого космоса» (1953). Хотя бы поэтому, фильм заслуживает серьёзного взгляда как со стороны поклонников научной фантастики, так и поклонников творчества Арнольда. Тот факт, что это политически очень смелый тип научной фантастики — и вдвойне, потому что он был сделан и выпущен именно в то время — только добавляет ему очарования. И эти аспекты его производства, наряду с некоторыми очень необычными актёрскими работами, позволяют ему преодолеть свой явно низкий бюджет. Фильм, безусловно, является бедным с производственной точки зрения, его большая часть происходит в парке трейлеров и в очень дешёвых декорациях пещер. Но Арнольд был экспертом в создании чего-то — и иногда чего-то очень существенного — из очень малого (если не из ничего), и он демонстрирует этот опыт здесь так же тонко, как и в любом фильме, который он когда-либо снимал. Арнольд вплетает интересные актёрские работы в отчетливо пацифистскую научно-фантастическую сказку, которая идёт против течения. «Космические дети» представляют историю, которая требует от нашего образ мышления осторожности. «Если в фильме и есть какой-то серьёзный недостаток, так это очевидная поспешность, с которой он был снят, а также низкий бюджет, с которым пришлось работать Арнольду. Но есть сильное подозрение, что это были единственные условия, на которых Paramount согласилась бы снять этот фильм».
По мнению Эдера, фильм Арнольда «Тайны средней школы» (1958) стал «одним из лучших подростковых фильмов всех времён», и, кроме того, «принёс миллионы за десятилетия после своего первоначального выпуска». Фильм рассказывает о полицейской операции по разоблачению сети наркоторговцев, действующей в школьной системе. Полицейского агента Майка Уилсона (Расс Тэмблин) под именем приехавшего из Чикаго мелкого преступника Тони Бейкера устраивают в среднюю школу города Санта-Белла. Там он всячески демонстрирует свой лихой характер — он носит с собой нож-бабочку, ведёт себя нагло и говорит на крутом жаргоне. В первый же день в школе из-за своей высокомерной и отталкивающей бравады Тони умудряется вступить в конфликт в директором, его секретаршей, хорошей, прогрессивной учительницей (Джен Стерлинг), главарём подростковой банды Wheeler-Dealers (Джон Дрю Бэрримор) и его подругой Джоан Стейплс (Диана Джергенс). Распространив слух, что он заинтересован в получении не только травки, но и героина, Тони вскоре выходит на деловой контакт с мистером А. (Джеки Куган), боссом наркотической сети, который является солидным гражданином и владельцем местного клуба, где тусуются дети. После заключения сделки, которая проходит под контролем полиции, всех наркоторговцев задерживают. Как пишет Крейг Батлер, «это один из многих фильмов того времени, эксплуатировавших тему подростков, который, как предполагается, серьёзно рассматривает эту тему. В действительности же он был создан для того, чтобы быстро заработать денег на небольшой инвестиции». По словам Батлера, «с современной точки зрения, многие подобные фильмы чрезвычайно занимательны — это тот случай, когда смеются не вместе с фильмом, а над ним… Это довольно плохой фильм, который так очаровательно устарел, что это даже весело. Его диалоги — это классический подростковый жаргон 1950-х годов, отфильтрованный через восприятие голливудского сценариста». По мнению Шварца, это «самый смехотворный классический культовый подростковый эксплуатационный фильм о малолетних преступниках 1950-х годов». При этом он остаётся «занимательным и забавным. Он подавался как антинаркотический фильм, который при этом эксплуатирует темы марихуаны, подростковых банд, отсутствия школьной дисциплины, сленга, дрэг-рейсинга, плохих девочек, и, хотите верьте, хотите нет, поэзии битников». Как далее пишет Шварц, продюсер Альберт Загсмит «делает обычную для себя броскую, громкую и вульгарную картину», а Джек Арнольд ставит её так, как будто его задачей было включить максимум крутых словечек и стильных молодёжных фраз. Как далее пишет Шварц, «поскольку наркотической истории создателям фильма показалось недостаточно, появился ещё и Джерри Ли Льюис в начале картины и полногрудая Мейми Ван Дорен в роли плохой опекунши своему племяннику, которая подходит к нему с каким-то мурлыканьем в то время, когда он переодевается». Как с иронией замечает критик, фильм также даёт парочку советов. В частности, «из этого фильма мы узнаем от нарка, что тяжелые наркотики являются неизбежным результатом зависимости от марихуаны» и кроме того, «эта глупая сказка даже имеет наглость предупреждать подростков держаться подальше от травки, говоря им, что если они курят, то гораздо более безопасно курить сигареты».

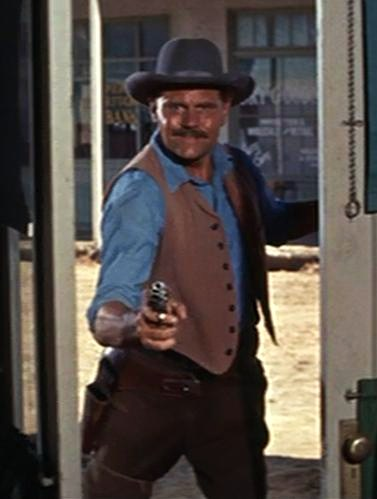
Джон Алдерсон в трейлере фильма «Нет имени на пуле» (1959)

По утверждению IMDb, «другие фильмы Арнольда довольно разные и интересные», среди них «превосходный вестерн» с Оди Мерфи «Нет имени на пуле» (1959). По сюжето фильма, однажды в небольшой городок Лордсбург в Аризоне заезжает некто Джон Гант (Оди Мерфи). Когда он заселяется в гостиницу, его по имени узнаёт карточный игрок Датч Ригер, рассказывая всем, что это наёмный убийца. Гант всегда провоцирует свою жертву, чтобы она первой напала на него, после чего убивает её из самообороны, оставаясь чистым перед законом. Многие горожане опасаются Ганта, однако шериф Бак Гастингс заявляет, что у него нет законных полномочий на выдворение Ганта из города. Не боится стрелка только врач, доктор Люк Кэнфилд (Чарльз Дрейк), которого Гант назвал «единственным честным человеком в городе». Криминальный банкир попытался откупиться от Ганта, но когда тот отказал ему, банкир покончил жизнь самоубийством. Ганта опасаются также владелец крупного ранчо, который боится потерять свои прииски, местный чиновник, а также бывший судья со связями в криминальном мире. Когда в стычке с Гантом бывший судья умирает, киллер садится на лошадь и покидает город. Шварц назвал картину «необычным психологическим вестерном», который заслуживает «большей изобретательности в разработке сюжета с учётом своей увлекательной посылки о коллективном страхе». По мнению критика, «Арнольд стильно ставит это исследование массовой вины и паранойи. Фильм по-прежнему смотрится благодаря сдержанно острой игре Мёрфи и наблюдению за реакцией горожан по мере того, как Гант обживается в их мирном сообществе». Как отметил Брюс Эдер, хотя «Арнольд сделал не так много фильмов в формате CinemaScope, тем не менее, он хорошо знал, как наполнить кадр нужной изобразительной информацией, достаточным доказательством чего является и этот фильм. Нет ни одного кадра, где впустую растрачивается свободное место, которое ему предоставило широкоэкранное изображение». Благодаря этому, а также великолепному темпу (ничто не тормозит картину, даже скорее кое-что показано слишком стремительно) и отличной актёрской игре фильм получается «чрезвычайно хорошим». По ходу действия Арнольду «удаётся показать хрупкость гражданских порядков на Западе даже в позднее, почти современное нам время… Это весьма увлекательный небольшой вестерн».
Год спустя у Арнольда вышла «очень успешная сатирическая комедия» «Рёв мыши»(1959) с Питером Селлерсом и Джин Сиберг, во многом «благодаря которой Селлерс стал международной звездой». Действие истории происходит в крошечной вымышленной стране под названием Гранд-Фенвик, обанкротившейся после того, как её единственный экспортный продукт — вино — стал неконкурентоспособным, когда одна калифорнийская компания стала продавать это вино дешевле. Тогда премьер-министр страны, граф Маунтджой (Питер Селлерс) предлагает правительнице страны, Великой герцогине Глориане XII (снова Питер Селлерс) объявить войну Соединенным Штатам Америки, затем немедленно её проиграть, а затем жить за счёт иностранной помощи, которую США всегда предоставляют странам, которые они побеждают. В своей третьей роли Селлерс играет ещё и офицера Талли Бэскомба, который ведет армию Фенвика из 20 человек на Нью-Йорк. Однако стремительного поражения не получается, так как Баскомб выигрывает войну, захватив в плен американского изобретателя Q-бомбы, обладающей мощью 100 водородных бомб. Следует череда международных проблем, поскольку другие страны теперь хотят заполучить эту бомбу. Как отметил историк кино Джереми Арнольд, позднее Арнольд называл «Мышь» своим любимым фильмом. Он полон зашкаливающих и возмутительных шуток, начиная с первой шутки с логотипом статуи свободы Columbia Pictures в самом начале. Напуганная мышью, Статуя задирает юбку и убегает с подиума. Как позже сказал Арнольд: «Я не спрашивал у них разрешения на этот эпизод, я просто снял его. Зрители так сильно смеялись, даже ещё до начала повествования, что нам всё спокойно сошло с рук. Это задало тон всему фильму». При этом, как подчёркивает Арнольд, «под комедийной историей содержалось серьёзное заявление об абсурдности войн и опасности ядерного оружия». Как вспоминал режиссёр, «это был такой способ выражения своего мнения на общественно значимую тему, которая мне казалась важной. Самым действенный способ сделать заявление на социальную тематику — это через сатиру и комедию… К счастью, на меня никто не оказывал давления, кроме продюсера, который требовал сделать хороший фильм, что полностью соответствовало моим собственным намерениям… Продюсеры оставили меня в покое, потому что не предполагали, что это что-то значит, и больше думали о том, сколько они потеряют на его производстве». Однако, хотя фильм вышел без особой рекламы, о нём заговорили и, более того, он стал сенсацией. На протяжении года его крутили в небольших кинотеатрах и лишь потом он вышел в широкий прокат, что было бы неслыханно для сегодняшних прокатчиков. Фильм, который со временем стал классикой жанра, снимался в Великобритании с британскими актёрами, в результате чего газета Motion Picture Herald написала в своей рецензии, что «только британская комедия может быть настолько смешной». Variety также отметил, что это комедия в английском стиле, которая показывает, что «экранная сатира может быть столь же опасной, как и банановая кожура на тротуаре. В нескольких местах фильм становится слишком умным, но в целом он доводит до логического завершения свою небольшую и забавную идею, весело бурлящую в царстве чистой комедии». Как написал в «Нью-Йорк таймс» Босли Краузер, «шутка о маленькой стране, которая объявляет войну США в надежде быть быстро побеждённой и затем восстановленной за счёт захватчика превращена в захватывающую как снежный ком бурную сатирическую комедию. Сценарист, режиссёр и актёры придумывают много веселой чепухи, которая яростно высмеивает ужасающие черты современной войны, делая это средствами социального бурлеска и чистого фарса в духе Мака Сеннетта».

### Кинокарьера после 1960 года

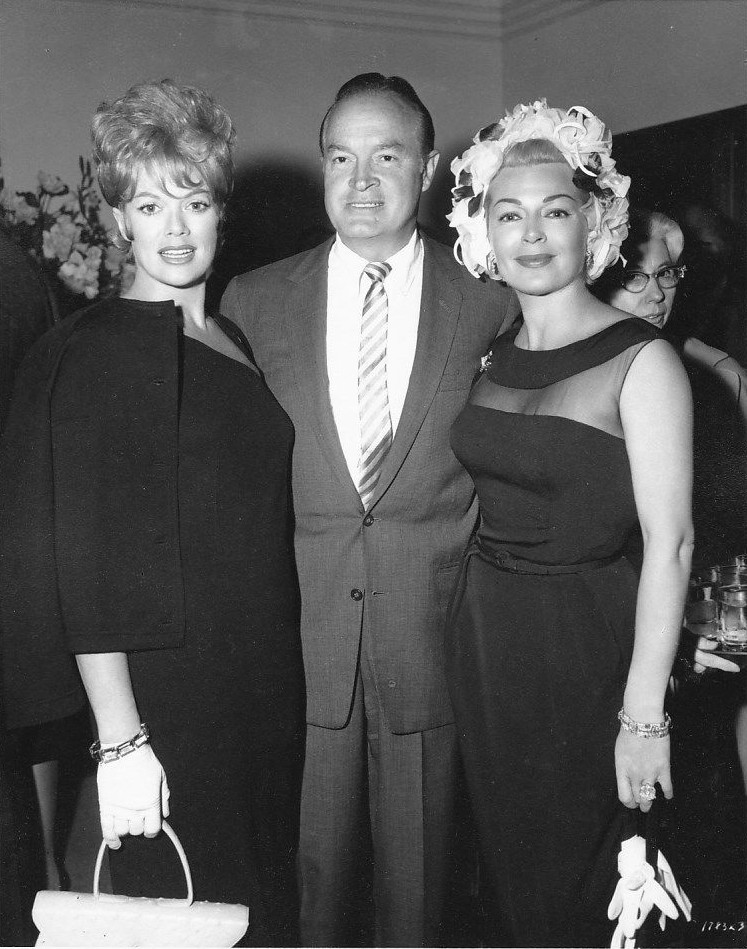
Лана Тёрнер, Боб Хоуп и Дженис Пейдж на съёмках фильма «Холостяк в раю» (1959)

Как пишет Эдер, после британской сатирической комедии «Рёв мыши», которая добилась международного признания, Арнольд начал осознавать, что его возможности в кинематографе иссыхали. Он снял две комедии с участием Боба Хоупа — «Холостяк в раю» (1961), где партнёршей Хоупа была Лана Тёрнер, а также «Большое дело» (1964) с участием Мишель Мерсье. Затем последовали «бестолковая фантастическая комедия» «Эй вы там внизу» (1969) с участием Тони Рэндалла, Джанет Ли и Родди Макдауэлла и «глупая эротическая возня» «Сексуальная игра» (1974). Среди последних фильмов Арнольда были также комедийный вестерн «Босс ниггер» (1974), детективный боевик «Чёрный глаз» (1974) и криминальная мелодрама с Дэвидом Дженссеном «Швейцарский заговор» (1976), которая стала последней режиссёрской работой Арнольда в большом кино.

## Карьера на телевидении
В 1955 году Арнольд начал работать на телевидении с постановки четырёх эпизодов телеальманаха «Театр научной фантастики» (1955—1956). После этого вплоть до завершения режиссёрской карьеры в 1984 году Арнольд 158 эпизодов 44 сериалов. Среди них «Питер Ганн» (1959—1960, 6 эпизодов), «Мистер Счастливчик» (1959—1960, 15 эпизодов), «Сыромятная плеть» (1959—1964, 4 эпизода), «Перри Мейсон» (1964—1965, 2 эпизода), «Остров Гиллигана» (1964—1966, 25 эпизодов), «Мистер Потрясающий» (1967, 9 эпизодов), «Требуется вор» (1967—1970, 8 эпизодов), «Семейка Брэди» (1970—1974, 15 эпизодов), «Любовь по-американски» (1971—1972, 4 эпизода), «Прозвища Смит и Джонс» (1971—1972, 5 эпизодов), «Эллери Куин» (1975—1976, 3 эпизода), «Лодка любви» (1977—1984, 8 эпизодов) и «Бак Роджерс в двадцать пятом столетии» (1981, 2 эпизода). Он был также продюсером нескольких сериалов, среди них «Мистер Счастливчик» (1959—1960, 34 эпизода) «Остров Гиллигана» (1964—1966, 46 эпизодов) и «Требуется вор» (1969—1970, 35 эпизодов).

## Оценка творчества
Начав карьеру как актёр театра и кино, в военные и первые послевоенные годы Арнольд поставил несколько документальных фильмов для правительства США, Вооружённых сил и частных организаций.
С начала 1950-х годов Арнольд, по словам Эдера, «стал одним из самых любимых режиссёров фильмов категории В в истории Голливуда». Как подчёркивается на сайте IMDb, «Джек Арнольд безраздельно властвует как один из великих режиссёров научно-фантастических фильмов и фильмов ужасов 1950-х годов. Его фильмы отличаются мрачной черно-белой операторской работой, сильной актёрской игрой, умными и продуманными сценариями, быстрым ходом действия, неподдельно искренним жанровым энтузиазмом и обилием жуткой атмосферы».
Как отмечено в биографии Арнольда на сайте Turner Classic Movies, в этот период «он создал некоторые из классических научно-фантастических фильмов ужасов», прежде всего, его новаторские трёхмерные фильмы «Оно пришло из далёкого космоса» (1952) и «Тварь из Чёрной Лагуны» (1954), а также «Невероятно уменьшающийся человек» (1957). Арнольд был работоспособным режиссёром, проведя большую часть карьеры на студии Universal Pictures. Он работал во многих жанрах, в том числе, ставил детективные триллеры, такие как «Стеклянная паутина» (1953), подростковый эксплуатационный фильм «Тайны средней школы» (1958), боевики с чернокожими актёрами «Босс ниггер» (1975) и ироничную сатиру «Рёв мыши» (1959) с Питером Селлерсом в главной роли, а также комедии с Бобом Хоупом «Холостяк в раю» (1961) и «Большое дело» (1964).
Историк кино Стейси Сейр также подчёркивает, что «Арнольд широко признан за свои культовые классические научно-фантастические фильмы и фильмы ужасов 1950-х годов». Профессор Калифорнийского университета Мирл А. Шрейбман, который был другом и коллегой Арнольда, рассказывал: «В „Твари из Чёрной Лагуны“ Арнольд не просто показывал нам монстра. Он гуманизировал чудовище, вам становилось его жалко. Вы чувствовали, что это история об одиночестве. Вы сочувствовали его жизни, его тоске. Вы знали, что чудовище тоскует о чём-то большем, чем ему дозволено иметь».
По замечанию Сейр, фильмы Арнольда нравились широкой подростковой аудитории, и по контракту с Universal Studios он снял многие свои фильмы для молодёжной аудитории, среди них «Тайны средней школы» (1958) и «Тварь из Чёрной лагуны» (1954), которые с успехом шли в драйв-инах. Помимо этого, как вспоминает Шрейбман, Арнольда часто приглашали спасать какое-либо шоу, в частности, так было на телевидении с сериалом «Остров Гиллигана», где «актёры настолько возненавидели друг друга, что перестали разговаривать между собой. После того, как Арнольд поставил один или два эпизода, всё наладилось», и шоу в дальнейшем имело огромный успех.
По словам Сейр, Арнольд «привносил в искусство кино юмор, мудрость и прежде всего великолепное умение рассказывать историю». Он был великолепным рассказчиком, «и это нашло отражение в его фильмах». Кроме того, у него «был дар веселить творческую группу и заставлять зрителей реагировать на человеческое состояние». По словам киноведа, «безукоризненно одетый, в стильной шляпе, знаменитый кинорежиссёр нёс множество шуток, которые доводили членов съемочной группы до истерического катания по полу». Члены съемочной группы также получили удовольствие, наблюдая, как Арнольд танцует чечётку с Фредом Астером на съемках эпизода «Великое ограбление казино» (1969) телесериала «Требуется вор».

## Награды и номинации
В 1951 году Арнольд был номинирован на «Оскар» за картину «Этими руками» в категории «Лучший документальный фильм».
С фильмами «Оно пришло из далёкого космоса» (1953) и «Невероятно уменьшающийся человек» (1957) Арнольд добился номинаций на научно-фантастическую премию «Хьюго» в категории «Лучшая драматическая постановка».
В 1967 году Арнольд поставил на канале CBS Специальную телепрограмму с участием Сида Сизара, Имоджин Коки, Карла Райнера и Говарда Морриса, которая завоевала «Эмми» как выдающаяся специальная эстрадная программа.
В 1985 году Арнольд был удостоен Президентской награды Академии фильмов научной фантастики, фэнтези и хоррора (англ. Academy of Science Fiction, Fantasy & Horror Films)..
В 2009 году фильм «Невероятно уменьшающийся человек» (1957) был отобран для хранения в Национальном реестре фильмов Библиотеки Конгресса США как «культурно, исторически и эстетически» значимый.

## Личная жизнь
Во время службы в армии во время Второй мировой войны Арнольд женился на Бетти Арнольд, с которой прожил вплоть до своей смерти в 1992 году. У них было двое детей — Сьюзен и Кэти. Сьюзен впоследствии стала кинопродюсером и директором по кастингу

## Смерть
В 1970-е годы из-за хронической болезни Арнольд стал работать всё меньше и меньше, а в 1980-е годы практически перестал работать.
Джек Арнольд умер 17 марта 1992 года в Вудленд-Хиллз, Лос-Анджелес в возрасте 75 лет от атеросклероза.

## Фильмография

### Кинематограф
| Год  | Название                           | Оригинальное название          | В каком качестве участвовал | Примечания                            |
| ---- | ---------------------------------- | ------------------------------ | --------------------------- | ------------------------------------- |
| 1947 | Долина тени                        | The Valley of the Shadow       | Режиссёр, продюсер          | Документальный короткометражный фильм |
| 1948 | Цыплёнок завтрашнего дня           | The Chicken of Tomorrow        | Режиссёр                    | Документальный короткометражный фильм |
| 1949 | Наш союз                           | Our Union                      | Режиссёр                    | Документальный короткометражный фильм |
| 1949 | Дорога                             | The Road                       | Продюсер                    | Документальный короткометражный фильм |
| 1950 | Этими руками                       | With These Hands               | Режиссёр, продюсер          |                                       |
| 1951 | Вызов                              | The Challenge                  | Режиссёр, продюсер          | Документальный короткометражный фильм |
| 1951 | Сделать карьеру через колледж      | Working Through College        | Режиссёр, продюсер          | Документальный короткометражный фильм |
| 1951 | Мировые вопросы — это твои вопросы | World Affairs Are Your Affairs | Режиссёр, продюсер          | Документальный фильм                  |
| 1951 | Союз и сообщество                  | Union and the Community        | Продюсер                    | Документальный короткометражный фильм |
| 1951 | Кливленд — 1951                    | Cleveland — 1951               | Продюсер                    | Документальный короткометражный фильм |
| 1951 | В нашем доме                       | At Our House                   | Продюсер                    | Документальный короткометражный фильм |
| 1953 | Девушки в ночи                     | Girls in the Night             | Режиссёр                    |                                       |
| 1953 | Стеклянная паутина                 | The Glass Web                  | Режиссёр                    |                                       |
| 1953 | Оно пришло из далёкого космоса     | It Came from Outer Space       | Режиссёр                    |                                       |
| 1954 | Тварь из Чёрной Лагуны             | Creature from the Black Lagoon | Режиссёр                    |                                       |
| 1955 | Человек из Биттер-Ридж             | The Man from Bitter Ridge      | Режиссёр                    |                                       |
| 1955 | Месть Твари                        | Revenge of the Creature        | Режиссёр                    |                                       |
| 1955 | Тарантул                           | Tarantula                      | Режиссёр, сценарист         |                                       |
| 1955 | Этот остров Земля                  | This Planet Earth              | Режиссёр                    | В титрах не указан                    |
| 1956 | За рамками закона                  | Outside the Law                | Режиссёр                    |                                       |
| 1956 | Кровавый закат                     | Red Sundown                    | Режиссёр                    |                                       |
| 1957 | Невероятно уменьшающийся человек   | The Incredible Shrinking Man   | Режиссёр                    |                                       |
| 1957 | Человек в тени                     | Man in the Shadow              | Режиссёр                    |                                       |
| 1957 | Порванное платье                   | The Tattered Dress             | Режиссёр                    |                                       |
| 1957 | Монстры-монолиты                   | The Monolith Monsters          | Сценарист (история)         |                                       |
| 1958 | Леди падает вниз головой           | The Lady Takes a Flyer         | Режиссёр                    |                                       |
| 1958 | Тайна средней школы                | High School Confidential!      | Режиссёр                    |                                       |
| 1958 | Монстр в университетском городке   | Monster on the Campus          | Режиссёр                    |                                       |
| 1958 | Космические дети                   | The Space Children             | Режиссёр                    |                                       |
| 1959 | Нет имени на пуле                  | No Name on the Bullet          | Режиссёр, продюсер          |                                       |
| 1959 | Рёв мыши                           | The Mouse That Roared          | Режиссёр                    |                                       |
| 1961 | Холостяк в раю                     | Bachelor in Paradise           | Режиссёр, сценарист         | Как сценарист в титрах не указан      |
| 1964 | Большое дело                       | A Global Affair                | Режиссёр, сценарист         |                                       |
| 1964 | Быстромобиль                       | The Lively Set                 | Режиссёр                    |                                       |
| 1968 | Роуэн и Мартин в кино              | Rowan & Martin at the Movies   | Продюсер                    | Документальный короткометражный фильм |
| 1969 | Эй, вы там снизу!                  | Hello Down There               | Режиссёр                    |                                       |
| 1974 | Плохая репутация                   | Black Eye                      | Режиссёр                    |                                       |
| 1974 | Сексуальная игра                   | Sex Play                       | Режиссёр                    |                                       |
| 1974 | Босс ниггер                        | Boss Nigger                    | Режиссёр, продюсер          |                                       |
| 1976 | Швейцарский заговор                | The Swiss Conspiracy           | Режиссёр                    |                                       |

### Телевидение
| Годы      | Название                                                                        | Оригинальное название                                    | В каком качестве участвовал                    | Примечания          |
| --------- | ------------------------------------------------------------------------------- | -------------------------------------------------------- | ---------------------------------------------- | ------------------- |
| 1955—1957 | Театр научной фантастики                                                        | Science Fiction Theatre                                  | Режиссёр (4 эпизода)                           |                     |
| 1959      | Смелое предприятие                                                              | Bold Venture                                             | Режиссёр (1 эпизод)                            |                     |
| 1959      | Мир гигантов                                                                    | World of Giants                                          | Режиссёр (1 эпизод)                            |                     |
| 1959      | Караван повозок                                                                 | Wagon Train                                              | Режиссёр (1 эпизод)                            |                     |
| 1959—1960 | Питер Ганн                                                                      | Peter Gunn                                               | Режиссёр (6 эпизодов)                          |                     |
| 1959—1960 | Мистер Счастливчик                                                              | Mr. Lucky                                                | Режиссёр (15 эпизодов), продюсер (34 эпизода)  |                     |
| 1959—1964 | Сыромятная плеть                                                                | Rawhide                                                  | Режиссёр (4 эпизодf)                           |                     |
| 1963      | Одиннадцатый час                                                                | The Eleventh Hour                                        | Режиссёр (2 эпизода)                           |                     |
| 1963      | Доктор Килдэр                                                                   | Dr. Kildare                                              | Режиссёр (3 эпизода)                           |                     |
| 1963      | Путешествие Джейми Макфитерза                                                   | The Travels of Jaimie McPheeters                         | Режиссёр (1 эпизод)                            |                     |
| 1963—1964 | Боб Хоуп представляет                                                           | Bob Hope Presents the Chrysler Theatre                   | Режиссёр (2 эпизода)                           |                     |
| 1964      | Театр саспенса от «Крафт»                                                       | Kraft Suspense Theatre                                   | Режиссёр (1 эпизод)                            |                     |
| 1964—1965 | Перри Мейсон                                                                    | Perry Mason                                              | Режиссёр (2 эпизода)                           |                     |
| 1964—1966 | Остров Гиллигана                                                                | Gilligan’s Island                                        | Режиссёр (26 эпизодов), продюсер (46 эпизодов) |                     |
| 1965      | Кто пойдёт туда?                                                                | Who Goes There?                                          | Режиссёр, продюсер                             | Телефильм           |
| 1966      | Настало время                                                                   | It’s About Time                                          | Режиссёр (3 эпизода)                           |                     |
| 1966      | Беги, приятель, беги                                                            | Run Buddy Run                                            | Режиссёр (1 эпизод)                            |                     |
| 1966      | Рёв мыши                                                                        | The Mouse That Roared                                    | Режиссёр                                       | Телефильм           |
| 1967      | Ковбой в Африке                                                                 | Cowboy in Africa                                         | Режиссёр (1 эпизод)                            |                     |
| 1967      | Час Дэнни Томаса                                                                | The Danny Thomas Hour                                    | Режиссёр (1 эпизод)                            |                     |
| 1967      | Мистер Потрясающий                                                              | Mr. Terrific                                             | Режиссёр (9 эпизодов), продюсер (17 эпизодов)  |                     |
| 1967      | Специальная программа Сида Кесара, Имоджин Кока, Карла Рейнера, Говарда Морриса | The Sid Caesar, Imogene Coca, Carl Reiner, Howard Morris | Режиссёр, продюсер                             | Телешоу             |
| 1968      | Стволы Уилла Соннетта                                                           | The Guns of Will Sonnett                                 | Режиссёр (2 эпизода)                           |                     |
| 1968—1969 | Отряд «Стиляги»                                                                 | The Mod Squad                                            | Режиссёр (2 эпизода)                           |                     |
| 1968—1970 | Требуется вор                                                                   | It Takes a Thief                                         | Режиссёр (8 эпизодов), продюсер (33 эпизода)   |                     |
| 1970      | Устройте место для дедушки                                                      | Make Room for Granddaddy                                 | Режиссёр (1 эпизод)                            |                     |
| 1970      | Виргинец                                                                        | The Virginian                                            | Режиссёр (1 эпизод)                            |                     |
| 1970—1971 | Няня и профессор                                                                | Nanny and the Professor                                  | Режиссёр (2 эпизода)                           |                     |
| 1970—1974 | Семейка Брэди                                                                   | The Brady Bunch                                          | Режиссёр (15 эпизодов)                         |                     |
| 1971—1972 | Прозвища Смит и Джонс                                                           | Alias Smith and Jones                                    | Режиссёр (5 эпизодов)                          |                     |
| 1971—1972 | Любовь по-американски                                                           | Love, American Style                                     | Режиссёр (4 эпизода)                           |                     |
| 1972      | Макклауд                                                                        | McCloud                                                  | Режиссёр (1 эпизод)                            |                     |
| 1973—1974 | Тропа Дасти                                                                     | Dusty’s Trail                                            | Режиссёр (2 эпизода)                           |                     |
| 1974      | Чародей                                                                         | The Magician                                             | Режиссёр (1 эпизод)                            |                     |
| 1975      | Арчер                                                                           | Archer                                                   | Режиссёр (1 эпизод)                            |                     |
| 1975—1976 | Эллери Куин                                                                     | Ellery Queen                                             | Режиссёр (3 эпизода)                           |                     |
| 1976      | Холмс и Йо-йо                                                                   | Holmes and Yoyo                                          | Режиссёр (2 эпизода)                           |                     |
| 1976      | Дочь Макнотона                                                                  | McNaughton’s Daughter                                    | Режиссёр (1 эпизод)                            | Мини-сериал         |
| 1976      | Двигаясь вперёд                                                                 | Movin' On                                                | Режиссёр (2 эпизода)                           |                     |
| 1977      | Пляжные бродяги Сан-Педро                                                       | The San Pedro Beach Bums                                 | Режиссёр (1 эпизод)                            |                     |
| 1977      | Чyдо-женщина                                                                    | Wonder Woman                                             | Режиссёр (1 эпизод)                            |                     |
| 1977      | Секс и замужняя женщина                                                         | Sex and the Married Woman                                | Режиссёр, продюсер                             | Телефильм           |
| 1977-1978 | Братья Харди и Нэнси Дрю                                                        | The Hardy Boys/Nancy Drew Mysteries                      | Режиссёр (2 эпизода)                           |                     |
| 1977-1984 | Лодка любви                                                                     | The Love Boat                                            | Режиссёр (8 эпизодов)                          |                     |
| 1978      | Бионическая женщина                                                             | The Bionic Woman                                         | Режиссёр (1 эпизод)                            |                     |
| 1980      | Мэрилин: Нерассказанная история                                                 | Marilyn: The Untold Story                                | Режиссёр                                       | Телевизионный фильм |
| 1980      | Злоключения шерифа Лобо                                                         | The Misadventures of Sheriff Lobo                        | Режиссёр (2 эпизода)                           |                     |
| 1981      | Каскадёры                                                                       | The Fall Guy                                             | Режиссёр (1 эпизод)                            |                     |
| 1981      | Бак Роджерс в двадцать пятом столетии                                           | Buck Rogers in the 25th Century                          | Режиссёр (2 эпизода)                           |                     |